# Пряхино (Саратовская область)
Пряхино — село в Красноармейском районе Саратовской области, в составе Рогаткинского муниципального образования. Население — 22 чел. (2010).

## История
Дата основания не установлена. Согласно историко-географическому словарю Саратовской губернии, составленному в 1898—1902 годах, деревня Пряхина относилась к Золотовской волости Камышинского уезда Саратовской губернии, вместе с селом Шилово, деревнями Гусева и Потаповка составляла сельское общество. Жители — бывшие удельные крестьяне, великороссы, православные и старообрядцы (беспоповцы). Православные составляли лишь 1/6 населения деревни. Жители занимались хлебопашеством. Часть жителей арендовала земли у крестьян села Золотого. В 1896 году в деревне имелась школа.
С 1922 по 1941 год село относилось к Золотовскому кантону Трудовой коммуны, с 1923 года — АССР немцев Поволжья. С 1941 по 1960 — к Золотовскому району Саратовской области. В составе Красноармейского района — с 1960 года.

## Физико-географическая характеристика
Село находится в лесостепи, в пределах Приволжской возвышенности, являющейся частью Восточно-Европейской равнины, на реке Морозовке, к западу от села Гусево. Рельеф местности — холмисто-равнинный, сильно-пересечённый. К востоку — лес Венцы. Высота центра населённого пункта — 183 метра над уровнем моря. Почвы — чернозёмы (без разделения).
По автомобильным дорогам расстояние до областного центра города Саратова составляет 110 км, до районного центра города Красноармейска — 35 км, до административного центра сельского поселения села Рогаткино — 9 км.

### Часовой пояс
Пряхино, как и вся Саратовская область, находится в часовой зоне МСК+1. Смещение применяемого времени относительно UTC составляет +4:00.

## Население
| 1860 | 1886 | 1891 | 1897 | 1911 | 1987 | 2002 |
| ---- | ---- | ---- | ---- | ---- | ---- | ---- |
| 615  | 880  | 970  | 966  | 1076 | ≈100 | 35   |

| 2010 |
| ---- |
| 22   |